# Banikane
Banikane è un comune rurale del Mali facente parte del circondario di Gourma-Rharous, nella regione di Timbuctù.
Il comune è composto da 14 nuclei abitati:
- Banikane
- Chambou
- Egayène
- Garbeye
- Gourzougueye
- Kaïwa
- Kel–Aznouchgrène
- Kel-Indiarène
- Kel-Intecheq
- Kel-Ouli–Est
- Kel-Wane
- Sanfatou
- Tagaminty
- Tourchawane